# امپراتور وو لیانگ
امپراتور وو لیانگ (انگلیسی: Emperor Wu of Liang؛ 464 – ۵۴۹ (۸۴−۸۵ سال)) فیلسوف، شاعر، و فرمانروا اهل دودمان لیانگ بود.